# Wessex Water
Wessex Water Services Limited, tên khác Wessex Water, là công ty cung cấp dịch vụ cung cấp nước và hệ thống cấp thoát nước. Lãnh thổ phục vụ của công ty là khu vực có diện tích 10,000 kilomet vuông bao lấy một phần của Tây Nam Anh, gồm Bristol, phần lớn khu vực Dorset, Somerset và Wiltshire và một phần của Gloucestershire và Hampshire. Wessex Water cung cấp cho 1.3 triệu người với khoảng 285 triệu lít nước một ngày.
Công ty được quản lý theo Đạo luật Công nghiệp Nước năm 1991. Năm 2016, công ty có khoảng 2.100 nhân viên.
Wessex Water thuộc sở hữu của công ty điện lực Malaysia YTL Corporation. Trụ sở chính của nó nằm ở vùng ngoại ô Bath thuộc Claverton Down, trong một tòa nhà "hiệu quả năng lượng" hiện đại của Bennetts Associates và Buro Happold.

## Lịch sử

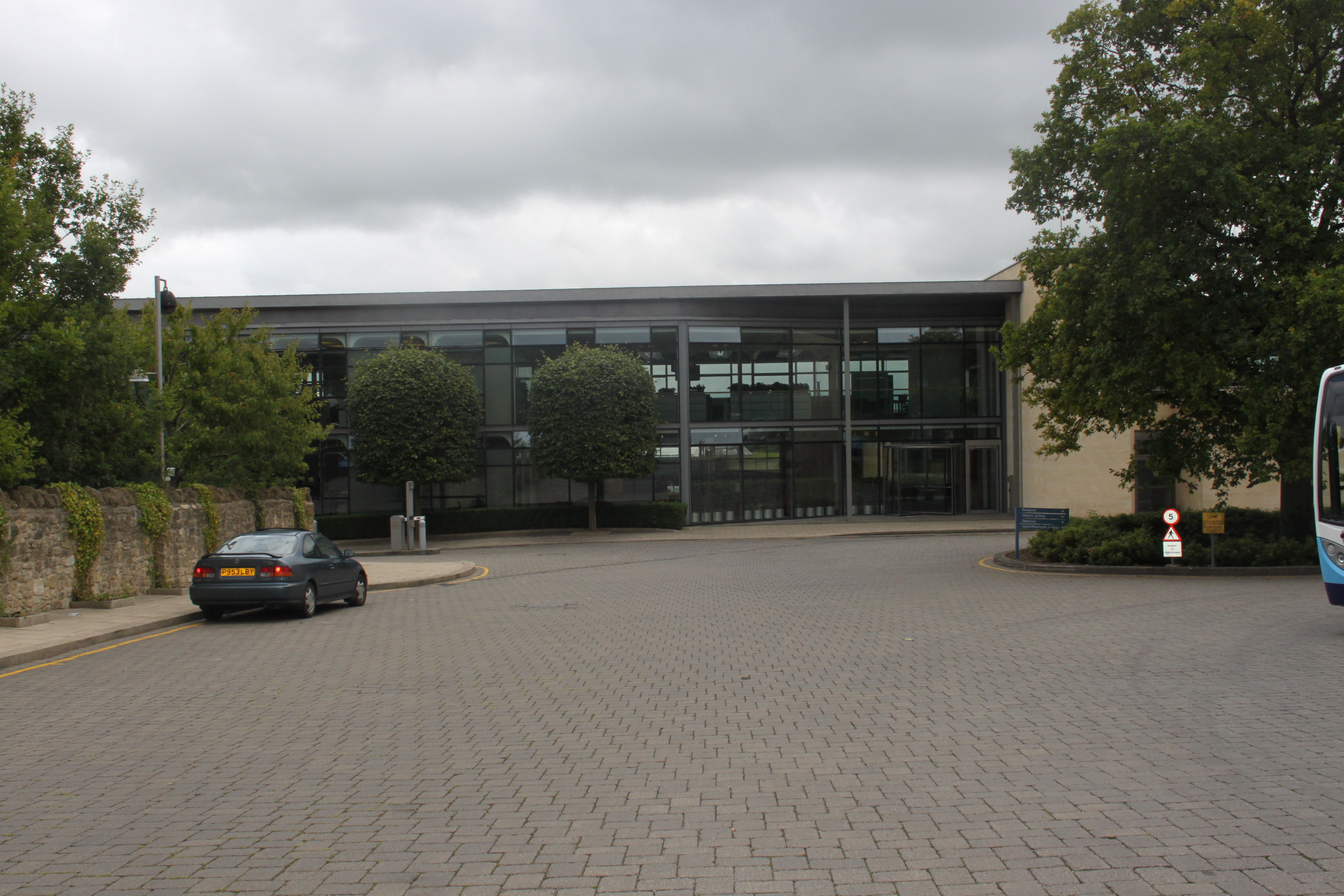
Toà nhà trụ sở đặt tại Bath

Công ty có nguồn gốc từ Cơ quan cấp nước Wessex, một trong mười cơ quan cấp nước khu vực được thành lập bởi Đạo luật nước 1973 được tư nhân hóa vào năm 1989. Wessex Water Services Limited được mua bởi công ty Enron của Mỹ năm 1998 với giá 2,4 tỷ đô la và được đặt trong một công ty con mới được thành lập, Azurix. Sau sự sụp đổ của Enron, Wessex Water đã được bán cho YTL Power International của Kuala Lumpur, Malaysia, vào năm 2002.
Cơ quan quản lý nước đã mua lại tài sản và đảm nhận nhiệm vụ của một số cơ quan công quyền cấp nước và cơ quan cấp nước địa phương:
- Bristol Avon River Authority
- Somerset River Authority
- Avon and Dorset River Authority (ngoại trừ một phần của khu vực chảy vào sông Lim)
- Bath Corporation
- Dorset Water Board
- North Wilts Water Board
- South Wilts Water Board
- Wessex Water Board
- West Somerset Water Board
- West Wilts Water Board
- Bournemouth and District Water Company
- Bristol Waterworks Company
- Cholderton and District Water Company
- West Hampshire Water Company
- West Lulworth Water Undertaking

## Dịch vụ khách hàng
Wessex Water đạt được 4,53 điểm trong cuộc khảo sát ‘Sự hài lòng với công ty’ của Ofwat 2012/13 (5 điểm tương đương mức "rất hài lòng").

## Chất lượng nước uống
Năm 2013, việc tuân thủ các tiêu chuẩn về nước uống của Wessex Water vượt quá 99,9% và công ty duy trì sự tuân thủ 100% với các thỏa thuận xử lý nước thải.

## Rò rỉ
Trong cả hai kì 2011/12 và 2012/13, số lượng nước rò rỉ của công ty là 69 triệu lít mỗi ngày, so với mức trung bình mỗi năm là 73 triệu lít mỗi ngày trong giai đoạn 2005–10.

## Phát thải carbon
Việc phát thải khí nhà kính của Wessex Water đã đạt 149 kilotonne CO2 trong thời điểm 2011/12 và 159 kilotonne trong giai đoạn 2012/13.

## Hồ chứa và các hồ
Công ty sở hữu và quản lý một số hồ chứa bao gồm Blashford Lakes ở Dorset, Clatworthy Reservoir, Durleigh Reservoir, Hawkridge Reservoir, Otterhead Lakes, Sutton Bingham Reservoir và Tucking Mill ở Somerset, nhiều hồ trong số đó, ngoài việc cung cấp nước uống, còn được sử dụng cho việc giải trí và là khu bảo tồn thiên nhiên.

## GENeco
GENeco là một phần của tập đoàn công ty Wessex Water và phụ trách việc vận hành các công trình xử lý nước thải. Nó tái chế chất thải, tạo ra năng lượng tái tạo và cung cấp phân bón cho ngành nông nghiệp. Mùa hè năm 2010, GENeco ra mắt Bio-Bug, một chiếc VW Beetle được cải tiến chạy bằng khí sinh học được tạo ra từ chất thải đã qua xử lý tại các công trình xử lý nước thải. Chỉ cần xử lý lượng chất thải dưới nhà vệ sinh của 70 ngôi nhà ở Bristol là đủ cung cấp nhiên liệu cho các Bio-Bug chạy trong một năm, với số dặm đi trong một năm là 10.000 dặm.
Tháng 11 năm 2014, chiếc xe buýt đầu tiên của Anh được cung cấp nhiên liệu hoàn toàn từ chất thải của con người và thực phẩm là chiếc chạy tuyến giữa Bristol và Bath, do nhà điều hành các tour xe buýt Bath Bus Company điều hành. Khí biomethane được tạo ra tại các công trình xử lý nước thải Bristol ở Avonmouth, được điều hành bởi GENECO.

## Hồ sơ môi trường
- Tháng 5 năm 1998 – Bị kết tội xả hơn 1 triệu gallon nước thải thô vào Weymouth, Dorset, bến du thuyền vào thời điểm ngày nghỉ tháng 8 năm 1997, ngày bận rộn nhất trong năm. Công ty bị phạt 5.000 bảng với chi phí 500 bảng Anh.[11][12]
- Tháng 3 năm 1999 – Đứng thứ 4 trong danh sách top 10 "công ty gây ô nhiễm nặng nhất" ở Anh bởi Cơ quan Môi trường.[13][14]
- Tháng 5 năm 2002 – Bị phạt 8,000 bảng Anh vì gây ô nhiễm tại Dowlais Brook, Cwmbran vào tháng 6 năm 2001.[15]
- Tháng 4 năm 2003 – Bị phạt 5,000 bảng Anh trong đó 1,000 bảng Anh tại tòa án Minehead Magistrates sau khi nhận tội xả các chất độc hại hoặc các tác nhân gây ô nhiễm vào sông Washford ở Somerset.[16]
- Tháng 7 năm 2003 – Theo mô tả của Cơ quan Môi trường, Wessex Water là một trong những "kẻ tái phạm" tồi tệ nhất cho các sự cố ô nhiễm.[17]
- 2004 – Bị phạt sáu lần vì các sự cố ô nhiễm môi trường.[18]
- Tháng 5 năm 2007 – Bị phạt 1,500 bảng Anh trong đó 1,589 bảng Anh tại quan tòa Bristol sau khi nhận tội cho một hành vi phạm tội theo Luật Tài nguyên Nước 1991 khi để nước thải xâm nhập vào vùng biển được kiểm soát. Nước thải chưa được xử lý đã được xả vào Sông Frome gây ô nhiễm vào tháng 7 năm 2006. Nước thải chưa được xử lý đã được phép gây ô nhiễm Sông Frome vào tháng 7 năm 2006. Dòng sông đã bị ô nhiễm một lần nữa với nước thải chưa được xử lý xả vào Frampton Cotterell vào tháng 2 năm 2007 và tháng 4 năm 2007.[19][20]
- Tháng 4 năm 2008 – Bị phạt 3,000 bảng Anh trong đó 1,960 bảng Anh do để nước thải gây ô nhiễm sông Stour.[21]
- Tháng 3 năm 2010 – Bị phạt 6,000 bảng Anh trong đó 2,235 bảng Anh tại tồa án Weymouth Magistrates sau khi để nước thải gây ô nhiễm sông Stour gần Shaftesbury vào tháng 3 năm 2009.[21]